# فاکتور نکروز توموری آلفا

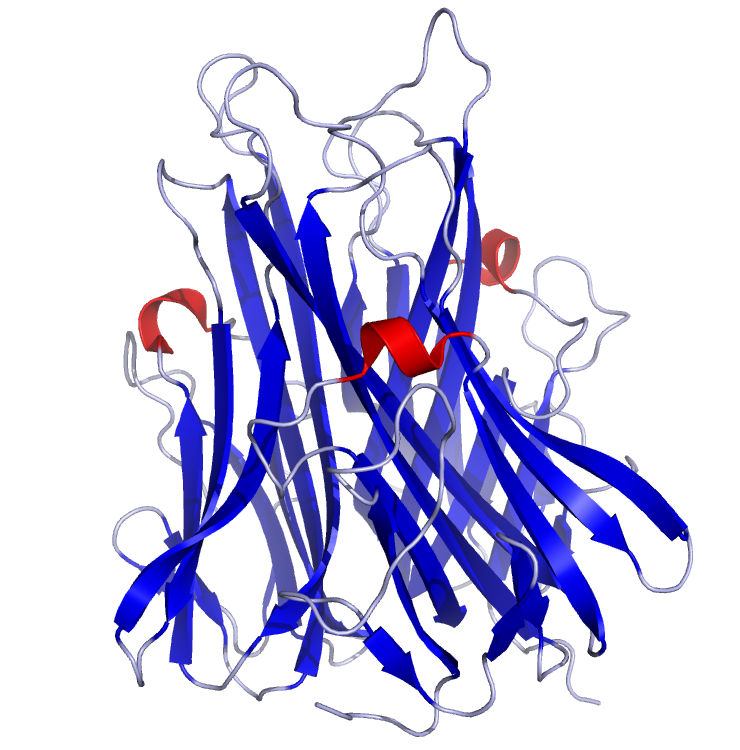
ساختار کریستالی TNFa

 فاکتور نکروز توموری آلفا، (به انگلیسی: Tumor necrosis factor alpha) یک سیتوکین(پروتئین سیگنال دهنده به سلول‌ها) است.

## عملکرد
فاکتور نکروز تومور آلفا (TNFα) به صورت عمده در ماکروفاژهای فعال شده تولید و آزاد می‌شود(هرچند توسط لنفوسیت‌های +CD4، سلول‌های کشنده طبیعی، نوتروفیل‌ها، ماست‌سل‌ها، ائوزینوفیل‌ها و نورون‌ها نیز می‌تواند تولید شود). نقش اصلی TNF در تنظیم سلول‌های ایمنی بدن است. TNF یکی از مهم‌ترین واسطه‌ها در ایجاد التهاب و یکی از سیتوکین‌های درگیر در ایجاد واکنش فاز حاد در بدن انسان است. این فاکتور در ایجاد تب، شوک سپتیک، کاشکسی و مهار پیشرفت تومور نیز دخالت دارد.